# Heliophila brachycarpa
Heliophila brachycarpa är en korsblommig växtart som beskrevs av Carl Daniel Friedrich Meisner. Heliophila brachycarpa ingår i släktet solvänner, och familjen korsblommiga växter. Inga underarter finns listade i Catalogue of Life.